# Cratere Deseado
Deseado  è un cratere sulla superficie di Marte.